# Герман Цикліс
Герман Цикліс (ісп. Germán Ziclis, 12 жовтня 1903 Одеса, Російська імперія — 22 червня 1977, Буенос-Айрес, Аргентина) — аргентинський письменник українського походження, театральний підприємець і драматург, який написав низку театральних творів.

## Творчість
Герман Цикліс народився 12 жовтня 1903 в Одесі. У 20 років він написав першу п'єсу і поставив її у театрі в мікрорайоні Флорес. Герман Цикліс організовував компанії, щоб представляти свої твори.
Його детектив «П'ять персонажів в одному і ніхто не вмирає» був представлений компанією Пабло Палітос три роки поспіль.
Твори Германа Цикліса загалом представляють сюжети про подружжя та сімейне життя, а минуле когось із героїв чи ревнощі сім'ї зазвичай їм опонують. У сюжеті головна площина зайнята сентиментальністю, супроводжується однозначними чи смішними ситуаціями деяких персонажів. Використання ідіолектів, характерних для комедій перших десятиліть XX століття, відкладається, а іммігрантський характер якогось персонажа стає вторинною рисою. Персонажі, як правило, належать до ідеалізованого середнього класу.
У 60-х роках у творах відбулися деякі зміни: сентиментальність відходить на другий план і в інтризі з'являється скромна пародія на політичний дискурс. Таким чином сильний сентиментальний акцент ставиться на цінності, такі як доброта, ніжність та чесність, характерні для так званої білої комедії.
У той час, коли «Радіо Белграно» належало Хайме Янкелевичу і вабило до себе найбільшу аудиторію, він протягом кількох років писав свої найемблематичніші комічні програми, що їх виконували найпрестижніші актори, такі як Маріо Фортуна та Томаш Сімарі.

## П'єси
- Це приймає людина з нещасним обличчям
- Детектив
- І на танці тієї ночі
- Три лицарі Фрака
- Дві таблетки
- Вийти заміж за вдову.
- Вдова, запекла та жвава, шукає одинака з грошима
- Від хутора до палацу, добре одружених і з квитками
- Едуардо Х. Баррієнтос, портеньйо з дев'ятнадцятого століття
- Дон Якобо
- Polygriyo
- Я Хуан Танго
- Син кандидата в президенти Дон Вісенте
- Вдівець її, вдова його, хто дає їм дзвін?
- Веселі товариші мікрорайону
- Вдова хоче одружитися
- Кохання в п'ятдесят завжди буває з бурею
- Ось стара хвиля, і цього разу вона приходить не одна

з Тіто Інсаусті
- Майте сміливість, Агапіто! !
- Розкішні пасажири

з Енріке Кадікамо
- Романтика двох бам

з Родольфо М. Табоада
- Його Превосходительство, пан Заступник

з Карлосом Дедіко
- Палермо Чіко
- Буенос-Айрес, Прекрасна Батьківщина
- Божевільний будинок
- Коли журнал виходить гарний
- Осколки легальні
- Три тузи
- Дрозд Помпеї
- Аварія сталася!

## Фільмографія
Автор адаптованого твору
- Це бере людина з нещасним обличчям (1954)
- Детектив (1954)